# LeAnn Rimes
Margaret LeAnn Rimes (Jackson (Mississippi), 28 augustus 1982) is een Amerikaanse zangeres in het countrygenre.

## Biografie
LeAnn Rimes bracht in 1996 op dertienjarige leeftijd al haar eerste single uit, getiteld Blue. Haar debuutalbum (dat dezelfde naam als haar eerste single droeg) verkocht goed in de Verenigde Staten. In 1997 volgde een opvolger: Unchained Melody: The Early Years. Dit album verkocht opnieuw goed in Amerika en kwam hoog in de Country Charts. Van Rimes' derde album You Light Up My Life: Inspirational Songs verscheen in 1997 de single How Do I Live. Het nummer werd speciaal geschreven door Diane Warren voor de film Con Air. Warren vond LeAnn Rimes de juiste kandidaat om het nummer op te nemen wat dus ook gebeurde. Walt Disney Pictures, het bedrijf achter Touchstone Pictures die de film Con Air produceerde, vond de versie van Rimes echter te poppy qua sound. Daarnaast vond men Rimes met de leeftijd van 14 jaar te jong om te zingen over het onderwerp dat in het liedje centraal stond. Om die redenen werd vervolgens Trisha Yearwood benaderd voor een opname van het liedje en haar versie was uiteindelijk ook de film te horen. De verkoop van Yearwood's versie liep echter vreselijk achter op de versie van Rimes. In de Amerikaanse Billboard Hot 100 kwam haar versie bijvoorbeeld niet hoger dan plaats 23, terwijl de versie van Rimes de 2e positie behaalde. Er werden ongeveer 3 miljoen exemplaren van haar single verkocht in de VS. Het wordt gezien als een van de succesvolste singles in de Amerikaanse muziekgeschiedenis. 
De versie van Rimes (die in Europa in 1998 verscheen als haar debuutsingle) stond destijds voor lange tijd in de hitparades. How Do I Live bezorgde de zangeres ook wereldwijd een grote doorbraak. In Nederland bereikte het nummer de vierde plaats in de Top 40. In 1999 volgde het album LeAnn Rimes en ondanks het voorgaande wereldwijde succes werd dit album alleen in Amerika een bestseller. Met name in Europa verdween LeAnn Rimes uit de spotlights en zag men haar daar vooral als eendagsvlieg. In 2000 rekende de zangeres af met dit imago toen ze vanuit het niets de eerste plaats in de Nederlandse Top 40 behaalde met het nummer Can't fight the moonlight, afkomstig van de soundtrack van de film Coyote Ugly. De vier nummers die Rimes voor de film opnam verschenen in 1999 op een nieuw album van de zangeres, genaamd I Need You.
Ondanks al haar succes was Rimes niet superblij met haar prestaties. Ze had het gevoel dat ze zich als zangeres niet goed genoeg kon ontwikkelen, vooral omdat ze in de countryscene gedrukt werd door producers. In 2002 verraste ze vriend en vijand met het album Twisted Angel, een plaat waarop Rimes zich grotendeels concentreerde op popmuziek. De nummers werden deels door haar zelf geschreven en geproduceerd. De eerste single Life Goes On werd een grote hit over de hele wereld. Vergeleken met haar voorgaande cd's verkocht Twisted Angel een stuk minder. De tweede single Suddenly wist het album niet tot hogere verkoopcijfers te krijgen. Met name in de countryscene werd Twisted Angel niet gewaardeerd door het publiek, simpelweg omdat het album te popachtig werd bevonden. Vreemd genoeg werd een countryversie van Life Goes On wel veel gedraaid op de Amerikaanse countryzenders. Ondanks de teleurstellende verkoop van het album wordt Twisted Angel door Rimes' fans wél gezien als een van haar beste platen.
In 2003 werkte Rimes opnieuw mee aan de soundtrack voor een film. Ditmaal voor Legally Blond 2. Het nummer We Can werd een bescheiden hit in de VS. Hierna volgde er zowel in Amerika als daarbuiten een Greatest Hits-album. In 2003 trad de zangeres in het huwelijk met danser Dean Sheremet. Op de valreep gooide Rimes' label eind 2004 het kerstalbum What A Wonderful World op de markt. Door weinig promotie kreeg het album geringe aandacht van de media. Met het album This Woman keerde Rimes in 2005 terug naar haar wortels: country. De eerste single Nothin' 'bout Love Make Sense was dat jaar een veelgedraaide single op de Amerikaanse radio. Een jaar na de albumrelease keerde Rimes terug met het album Whatever We Wanna een popalbum dat qua sound meer in de buurt kwam van Twisted Angel. Eerst was het plan dit album ook in de VS uit te brengen, maar de single Something’s Gotta Give van het voorgaande album (This Woman) was een hit geworden in de Amerikaanse Country hitlijst en deed het album beter verkopen. Het label wilde deze stunt niet in de weg staan en daarom werd Whatever We Wanna alleen buiten de VS uitgebracht. De uitgebrachte singles waren Strong, And It Feels Like en Everybody’s Someone werden bescheiden hits.
Het in 2007 uitgebrachte album Family was weer een terugkeer naar country en verkocht goed in de VS. In 2011 verscheen Lady & gentleman.
In 2014 liep een realityreeks rond Rimes die één seizoen liep.
Ze is opgenomen in de Mississippi Musicians Hall of Fame.
Vanaf 2024 is ze een van de juryleden in de Australische versie van The Voice.

## Privé
Rimes was van 2002 tot en met 2010 getrouwd met achtergronddanser Dean Sheremet. Op 22 april 2011 trouwde ze met acteur Eddie Cibrian.

## Discografie

### Albums
- All that (1993)
- Blue (1996)
- Unchained melody: The early years (1997)
- You light up my life: Inspirational songs (1997)
- Sittin' on top of the world (1998)
- LeAnn Rimes (1999)
- I need you (2001)
- God bless America (2001)
- Twisted angel (2002)
- Greatest hits (2003)
- What a wonderful world (2004)
- This woman (2005)
- Whatever we wanna (2006)
- Family (2007)
- Lady & gentleman (2011)
- Spitfire (2013)
- Remnants (2016)
- Live at the Gruene (2019)
- Chant: The Human & The Holy (2020)
- Whatever We Wanna (2021)
- god's work (2022)

| Album met hitnotering(en) in de Vlaamse Ultratop 200 albums | Datum van verschijnen | Datum van binnenkomst | Hoogste positie | Aantal weken | Opmerkingen |
| ----------------------------------------------------------- | --------------------- | --------------------- | --------------- | ------------ | ----------- |
| I need you                                                  | 30-01-2001            | 14-04-2001            | 25              | 12           |             |

### Singles
| Single met eventuele hitnotering(en) in de Nederlandse Top 40 | Datum van verschijnen | Datum van binnenkomst | Hoogste positie | Aantal weken | Opmerkingen |
| ------------------------------------------------------------- | --------------------- | --------------------- | --------------- | ------------ | ----------- |
| How do I live                                                 | 1998                  | 25-7-1998             | 4               | 16           |             |
| Can't fight the moonlight                                     | 2000                  | 25-11-2000            | 1(4wk)          | 16           |             |
| Life goes on                                                  | 2002                  | 5-10-2002             | 13              | 9            |             |
| Suddenly                                                      | 2003                  | 22-2-2003             | tip             |              |             |
| We can                                                        | 2003                  | 16-8-2003             | tip             |              |             |

| Single met hitnotering(en) in de Vlaamse Ultratop 50 | Datum van verschijnen | Datum van binnenkomst | Hoogste positie | Aantal weken | Opmerkingen                 |
| ---------------------------------------------------- | --------------------- | --------------------- | --------------- | ------------ | --------------------------- |
| How do I live ?                                      | 21-07-1997            | 29-08-1998            | tip4            | -            |                             |
| Written in the stars                                 | 23-02-1999            | 06-03-1999            | tip5            | -            | met Elton John              |
| Can't fight the moonlight                            | 16-10-2000            | 23-12-2000            | 1(2wk)          | 21           | Nr. 1 in de Radio 2 Top 30  |
| I need you                                           | 20-03-2000            | 02-06-2001            | 48              | 1            | Nr. 20 in de Radio 2 Top 30 |
| Life goes on                                         | 05-08-2002            | 05-10-2002            | 34              | 4            | Nr. 17 in de Radio 2 Top 30 |

### NPO Radio 2 Top 2000
Van LeAnn Rimes stond alleen How do I live in 2002 in de NPO Radio 2 Top 2000, op plek 1981.